# Just Rambling Along
Just Rambling Along é um filme mudo em curta-metragem norte-americano de 1918, do gênero comédia, estrelado por Stan Laurel. O filme é um trabalho mais antigo sobrevivente de Laurel e o primeiro projeto que ele fez com o produtor Hal Roach, que mais tarde colocou para fora uma grande parte dos filmes de Laurel & Hardy.

## Elenco

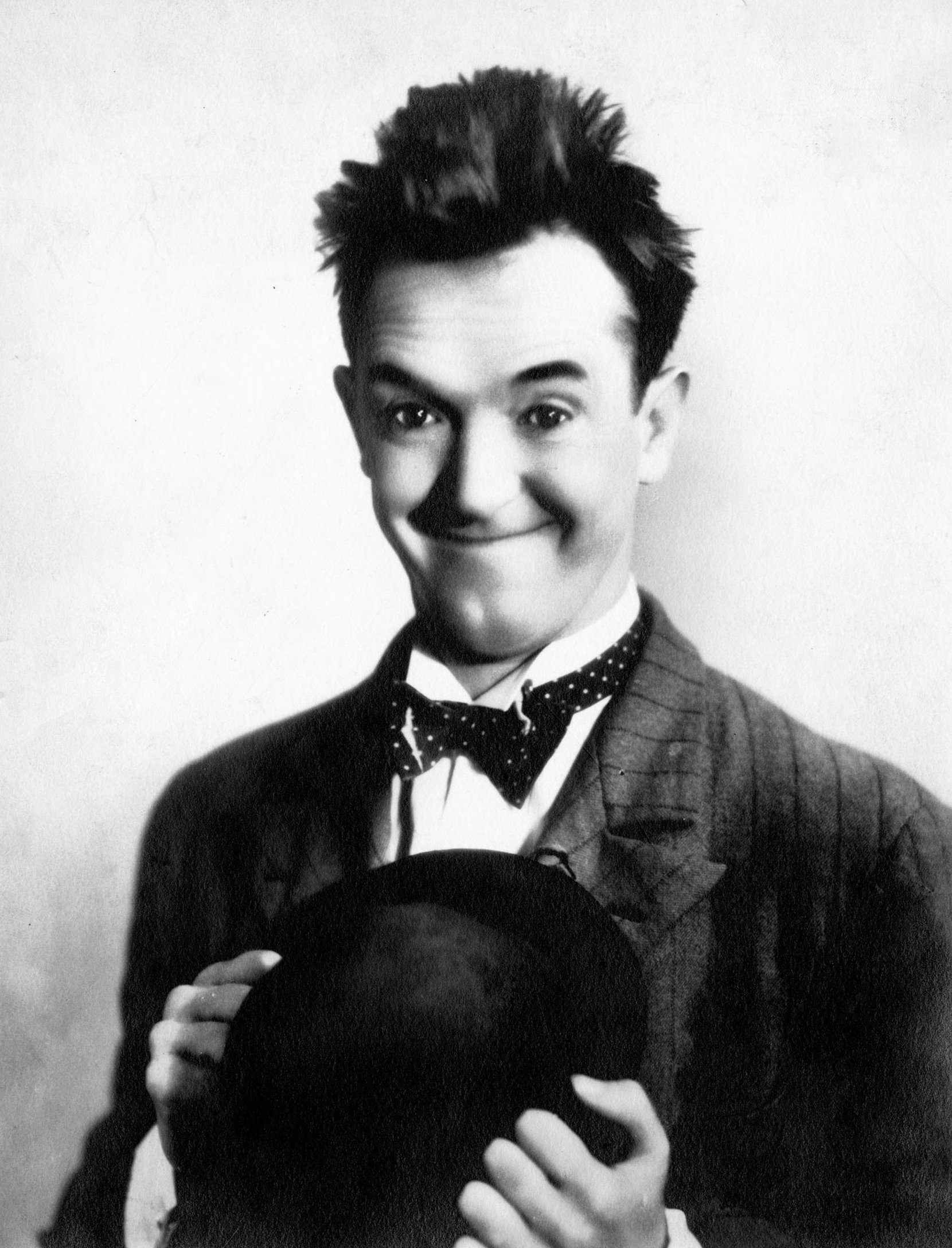
Harold Lloyd

- Stan Laurel - Nervy Young Man
- Clarine Seymour - Moça bonita
- Noah Young - Polial
- James Parrott
- Bud Jamison - Chefe
- Bunny Bixby
- Mary Burns
- Harry Clifton
- Helen Fletcher
- Max Hamburger
- Wallace Howe
- Bert Jefferson
- Alma Maxim
- Belle Mitchell
- Herb Morris
- Marie Mosquini
- William Petterson
- Hazel Powell
- Lillian Rothchild
- Adu Sanders
- Emmy Wallace
- Dorothea Wolbert